# Robert Carter Nicholas (senatore)
Robert Carter Nicholas (Hanover Courthouse, 1793 – Parrocchia di Terrebonne, 24 dicembre 1857) è stato un politico statunitense.

## Biografia
Fu senatore dello stato della Louisiana. Servì la guerra del 1812 con i gradi di capitano e di maggiore. Studiò al college di William e Mary. Fu segretario di Stato della Louisiana durante gli anni 1843-1846. Alla sua morte il corpo venne sepolto al San Burthe Louis Cemetery a New Orleans, Louisiana. Suo padre era George Nicholas (1754-1799).